# Club Deportivo Alesves
El Club Deportivo Alesves es un club de fútbol navarro de la localidad de Villafranca. Fundado en 1922 y actualmente milita en la Primera Autonómica de Navarra.

## Historia
El Club Deportivo Alesves se fundó 1922.
La temporada 1956/57 jugó en Tercera División, quedando colista del grupo.
La temporada 2018/2019 también la disputa en categoría nacional, tras ascender la temporada anterior venciendo a la Peña Azagresa en la fase de ascenso.
Nuevamente se logra el ascenso a Tercera División en la 2021/2022 tras quedar tercero en la clasificación de Autonómica y ganar al Bidezarra de Noáin en la promoción (1-3 en Noáin y 1-1 en Villafranca)

### Palmarés
- Temporadas en Tercera División: 2
- Mejor puesto: 18º (1956/57)

## Todas las temporadas
| Temporada | División       | Puesto |
| --------- | -------------- | ------ |
| 1922-1956 | Regional       | —      |
| 1956/57   | 3.ª            | 18.º   |
| 1957-2018 | Regional       | —      |
| 2018/19   | 3.ª            | 20.º   |
| 2019/20   | 1.ª Autonómica | —      |

## Uniforme
- Primera equipación: Camiseta blanca y negra a rayas, pantalón negro y medias negras.[8]

## Estadio
El club juega sus partidos en el campo de hierba natural de El Palomar.
Sustituido por hierba artificial en 2022

## Fútbol base
El club cuenta con varios equipos de fútbol base: 
- Juvenil.
- Cadete
- Infantil
- Alevín.
- Benjamín.

También cuenta con un equipo de fútbol sala femenino.

## Trofeo Hermanos Glaría
Desde hace varios, el club organiza cada año un memorial denominado Trofeo Hermanos Glaría de Villafranca (Jesús Glaría y José Glaría), donde participan equipos con jugadores veteranos.